# Contraparada
El Azud Mayor o Contraparada, es una presa construida entre los siglos IX y X. Distribuye el agua del río Segura por la denominada Huerta de Murcia, en dos acequias mayores: la Aljufía, que distribuye el agua por la zona norte de la Huerta, y la Alquibla, que lo hace por la zona sur.
Está situada entre las pedanías de Javalí Nuevo y Javalí Viejo, en el municipio de Murcia (Región de Murcia, España) y ha sido declarada Bien de Interés Cultural por la Comunidad Autónoma de Murcia en 2002.

## Características
La Contraparada aprovecha un estrechamiento en el cauce del río Segura, al transcurrir junto a una de las últimas elevaciones que encontrará antes de introducirse en la depresión prelitoral murciana, para disponer de un dique que permite acumular el caudal del mismo, consiguiendo subir el nivel del agua y permitiendo derivar la misma hacia las dos acequias principales de la Huerta de Murcia: la Acequia Mayor Aljufía, zona norte de la Huerta, y la Acequia Mayor Alquibla, por la zona sur.

## Historia
Tras la construcción de la ciudadela militar árabe de Murcia en el 825 por orden de Abderramán II sobre asentamientos romanos-visigodos anteriores, se reconstruyó y amplió la infraestructura romana de canales de riego de la vega del Segura que posibilitó la extensión de la huerta. El elemento principal de todo este sistema es la Contraparada, que aprovecha un estrechamiento que sufre el río Segura entre conglomerados de roca para facilitar el control de sus aguas. Los restos de obra romana debajo de intervenciones posteriores indican su posible origen latino.
La construcción se realizó usando sillares de piedra caliza unidos por colas de milano con borde de plomo. En las posteriores reparaciones que se le han ido realizando se cubrió con una capa de hormigón para evitar que el agua arrastrara las piedras y se produjera una rotura en la presa.

## Reparaciones
Debido a las continuas crecidas del río, desde la Edad Media existen referencias escritas de gastos de reparaciones de la presa.
En 1748 se realizó una importante restauración de la Contraparada, proyectado por Toribio Martínez de la Vega y que se financió principalmente con impuestos de la seda.
Desde las lluvias torrenciales de diciembre de 2016, la presa sufría importantes desperfectos y desplazamientos de sillares, pero la gota fría que asoló gran parte del sureste de la península ibérica en septiembre de 2019, provocó el deslizamiento de 150 sillares de la presa, poniendo en peligro su integridad, por lo que se procedió, tras un estudio arqueológico, a una nueva reparación de la presa.

## Centro de Visitantes de La Contraparada
El Centro de Visitantes de La Contraparada se encuentra junto a la presa, en el margen derecho del río, en la pedanía de Javalí Nuevo. Es un espacio museográfico en el que se presentan los valores históricos, culturales y naturales de la Contraparada, el río Segura y de la Huerta de Murcia, dando a conocer las técnicas agrarias tradicionales, como han evolucionado los cultivos, cuales son sus productos principales, las variedades locales y su influencia en la gastronomía local.